# Patrick Beverley
Patrick Beverley (Chicago, 12 de julho de 1988) é um jogador norte-americano de basquetebol profissional que atualmente está sem clube.
Ele jogou basquete universitário pela Universidade do Arkansas e foi selecionado pelo Los Angeles Lakers como a 42º escolha geral no draft da NBA de 2009.
Antes da NBA, ele jogou profissionalmente pelo BC Dnipro da Ucrânia, pelo Olympiacos da Grécia e pelo Spartak St. Petersburg da Rússia.

## Carreira no ensino médio
Como calouro, Beverley frequentou a Waubonsie Valley High School em Chicago. Após isso, ele se transferiu para a John Marshall Metropolitan High School em Chicago.
Em seu último ano, ele liderou o estado em pontuação com média de 37,3 pontos e foi nomeado Co-Jogador do Ano.
Beverley foi selecionado para jogar no Roundball Classic em 8 de abril de 2006, um All-Star Game nacional do ensino médio realizado no United Center de Chicago.

## Carreira universitária
Como calouro da Universidade do Arkansas, Beverley teve médias de 13,9 pontos, 4,5 rebotes, 3,1 assistências e 1,7 roubadas de bola. Ele foi nomeado o Novato do Ano da SEC pela Associated Press e o Calouro do Ano da SEC pelos treinadores. Ele também foi selecionado para a Equipe de Calouros e para a Segunda-Equipe da SEC.
Em seu segundo ano, Beverley foi titular em 33 das 35 partidas e liderou a equipe em rebotes (6,6) e roubos de bola (1,3) e e ficou em segundo lugar em pontos (12,1) e terceiro em assistências (2,4).
Em agosto de 2008, Beverley foi considerado inelegível para jogar na temporada de 2008-09 devido a problemas acadêmicos. Dissipando a especulação de que notas insuficientes eram as culpadas, Beverley admitiu que havia sido suspenso por causa de um problema de integridade acadêmica em um trabalho de classe. Em vez de esperar sua suspensão, Beverley contratou um agente e decidiu aprimorar suas habilidades para a NBA na Europa.

## Carreira profissional

### BC Dnipro (2008–2009)
Em outubro de 2008, aos 19 anos, Beverley teve um filho e assinou um contrato de um ano por "pouco mais de seis dígitos" com o Dnipro da Ucrânia. O contrato não tinha rescisão e ele estava livre para sair no final da temporada sem penalidade.
Em 46 jogos pelo Dnipro, Beverley teve médias de 16,7 pontos, 7 rebotes, 3,6 assistências, 2,2 roubadas de bola e 1,3 bloqueios. Ele participou do All-Star Game da Liga Ucraniana (UBL) e venceu o Campeonato de Enterradas.

### Olympiacos (2009–2010)
Beverley entrou automaticamente no draft da NBA de 2009, onde foi selecionado pelo Los Angeles Lakers como a 42ª escolha geral. Em 26 de junho de 2009, um dia após o draft, o Miami Heat anunciou que havia adquirido os direitos de draft de Beverley em troca de uma escolha de segunda rodada do draft de 2011. Mais tarde, ele foi cortado como parte dos cortes finais do elenco.
Em 26 de agosto de 2009, Beverley assinou com o Olympiacos da Grécia. Ele audou o Olympiacos a conquistar o título da Taça da Grécia em 2010 e a chegar às finais da Euroliga e da Liga Grega. Em 19 jogos da Euroliga, ele teve médias de 2,7 pontos e 1,9 rebotes. Ele também jogou em 22 jogos da Liga Grega e teve médias de 4,9 pontos, 2,8 rebotes e 1,6 assistências.

### Spartak St. Petersburg (2011–2012)

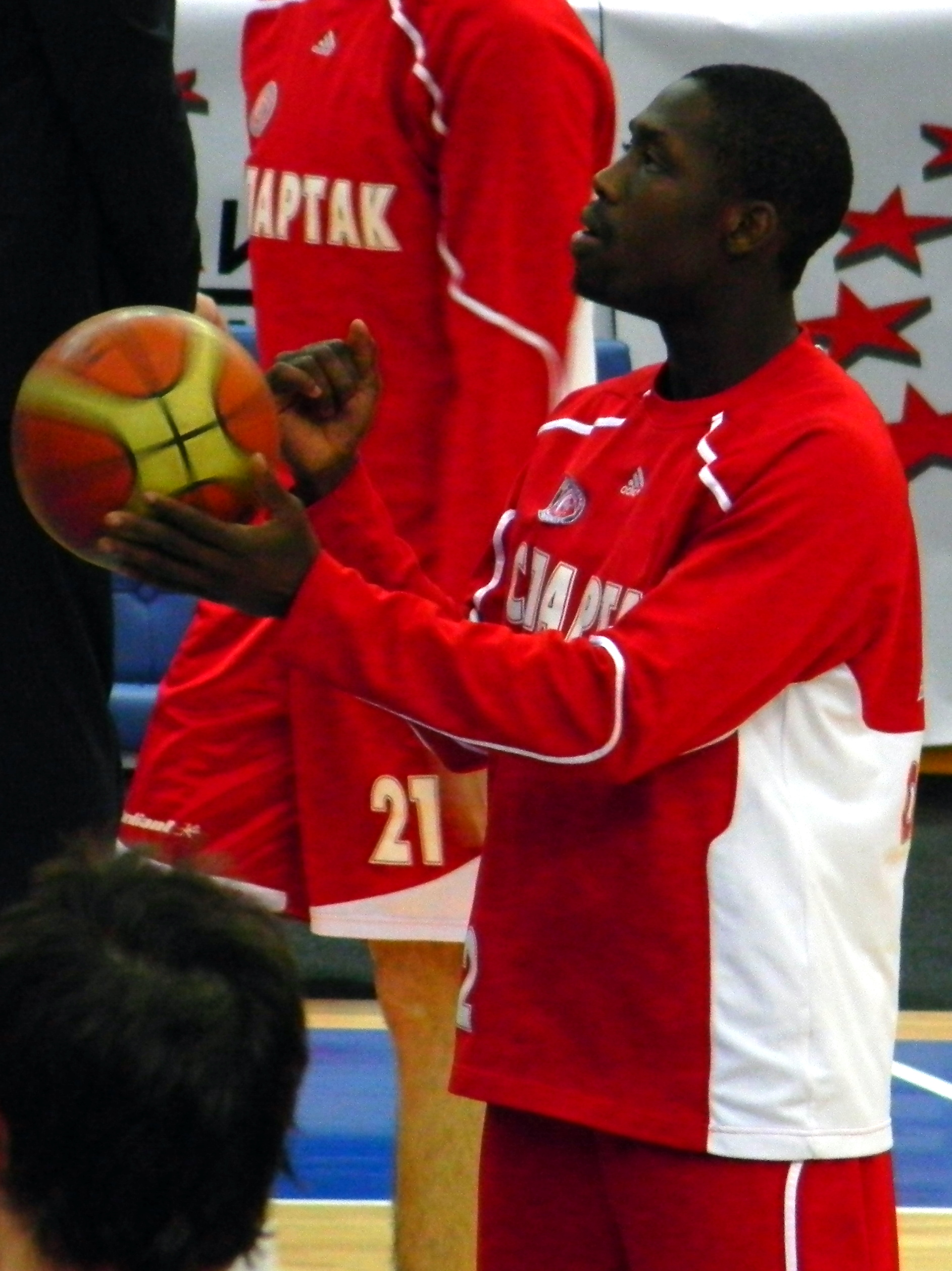
Beverley jogando pelo Spartak St. Petersburg em março de 2011

Em 9 de janeiro de 2011, Beverley assinou com o Spartak St. Petersburg da Rússia pelo resto da temporada de 2010-11. Em 10 de novembro de 2011, ele assinou uma extensão de contrato com o Spartak.
Em 28 de janeiro de 2012, Beverley registrou 38 pontos, seu recorde profissional, 7 rebotes e 5 assistências na derrota após 2 prorrogações para o Spartak Primorye.
Em 6 de abril de 2012, Beverley foi selecionado como o MVP da EuroCup na temporada de 2011-12. Ele dominou toda a temporada, levando seu time a uma vaga nas semifinais do torneio. Ele era um líder de equipe em pontuação e roubos de bola e ficou em segundo lugar em rebotes, assistências e três pontos feitos.
Em 19 de julho de 2012, Beverley anunciou que não retornaria ao Spartak para a temporada de 2012-13, mas o Spartak insistiu que ele honrasse seu contrato - ele só poderia anular seu contrato se recebesse uma oferta da NBA. Ele continuou com o Spartak em 2012-13, mas deixou a equipe em 23 de dezembro depois de chegar a um acordo com o Houston Rockets.

### Houston Rockets (2013–2017)
Em 7 de janeiro de 2013, Beverley assinou um contrato de 3 anos e US$1.9 milhões com o Houston Rockets e foi imediatamente designado para o Rio Grande Valley Vipers da D-League. Ele passou uma semana com os Vipers antes de fazer sua estreia na NBA em 15 de janeiro de 2013, em uma derrota por 117-109 para o Los Angeles Clippers.

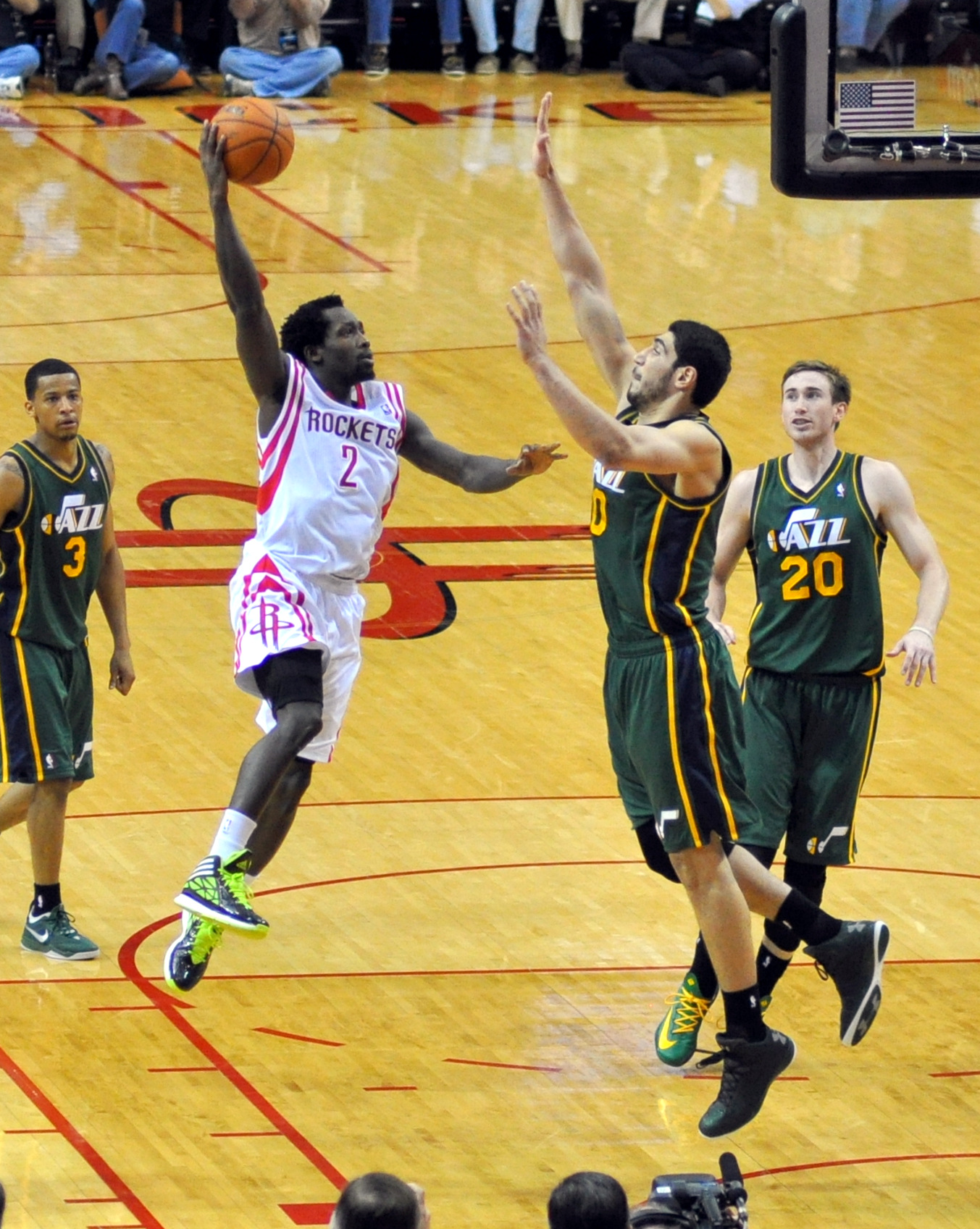
Beverley com o Houston Rockets em março de 2014

Em sua primeira temporada com Houston, ele teve médias de 5,6 pontos, 2,7 rebotes e 2,9 assistências em 41 jogos. No Jogo 2 da primeira rodada dos playoffs contra o Oklahoma City Thunder, Beverley teve sua primeira partida como titular e registrou 16 pontos, 12 rebotes, seis assistências, duas roubadas de bola e um bloqueio. Ele teve outro esforço de 16 pontos no Jogo 4 para ajudar os Rockets a evitar a eliminação com uma vitória por 105-103, mas eles perderam a série em seis jogos.
Beverley teve a temporada de 2013-14 marcada por lesões; ele jogou em 56 dos 82 jogos. Em 23 de dezembro, ele foi colocado na lista de inativos por 14 jogos após uma cirurgia para reparar uma fratura na mão direita. Em 23 de fevereiro, ele teve sua primeira partida de 20 pontos na carreira em uma vitória por 115-112 sobre o Phoenix Suns. Em 2 de junho de 2014, ele foi nomeado para a Segunda-Equipe Defensiva na temporada de 2013-14.
Em 9 de julho de 2015, Beverley assinou um contrato de 4 anos e US$23 milhões com os Rockets. Em 18 de março de 2016, ele registrou 18 pontos e 10 assistências na vitória por 116-111 sobre o Minnesota Timberwolves. Em 31 de março, ele marcou 22 pontos em uma derrota por 103-100 para o Chicago Bulls.
Em 22 de outubro de 2016, Beverley foi descartado por três semanas após precisar de uma cirurgia artroscópica no joelho esquerdo. Em 17 de novembro de 2016, depois de perder os primeiros 11 jogos da temporada, ele fez sua estreia na temporada e registrou 11 pontos, três assistências e três bloqueios na vitória por 126-109 sobre o Portland Trail Blazers. Em 2 de abril de 2017, ele marcou 26 pontos na vitória por 123-116 sobre o Phoenix Suns. Em 16 de abril de 2017, no Jogo 1 da primeira rodada dos playoffs, ele registrou  21 pontos e 10 rebotes na vitória por 118-87 sobre o Oklahoma City Thunder. No final da temporada, Beverley foi nomeado para a Primeira-Equipe Defensiva da NBA, tornando-se o quarto jogador na história da franquia a ser selecionado para a Primeira-Equipe e o primeiro desde Scottie Pippen em 1998-99.

### Los Angeles Clippers (2017–2021)
Em 28 de junho de 2017, o Los Angeles Clippers adquiriu Beverley, Sam Dekker, Montrezl Harrell, Darrun Hilliard, DeAndre Liggins, Lou Williams, Kyle Wiltjer e uma escolha de primeira rodada de 2018 do Houston Rockets em troca de Chris Paul.
Em sua estreia pelos Clippers na abertura da temporada em 19 de outubro de 2017, Beverley marcou 10 pontos na vitória por 108-92 sobre o Los Angeles Lakers. Depois de lidar com a dor no joelho direito durante a pré-temporada, Beverley perdeu cinco jogos em meados de novembro com uma dor semelhante no joelho direito. Em 22 de novembro de 2017, ele foi descartado pelo resto da temporada após passar por um reparo artroscópico do menisco lateral e um procedimento de microfratura no joelho direito.
Em 12 de julho de 2019, Beverley assinou um contrato de 3 anos e US$40 milhões com os Clippers.
Em 3 de julho de 2021, Beverley foi suspenso por um jogo por empurrar Chris Paul durante um jogo contra o Phoenix Suns. Beverley se tornou o primeiro a ser suspenso para o primeiro jogo da temporada seguinte desde Andrew Bynum em 2012.

### Minnesota Timberwolves (2021–2022)
Em 16 de agosto de 2021, Beverley foi negociado, junto com Daniel Oturu e Rajon Rondo, para o Memphis Grizzlies em troca de Eric Bledsoe. Nove dias depois, os Grizzlies o negociaram para o Minnesota Timberwolves em troca de Jarrett Culver e Juancho Hernangómez.
Em 16 de fevereiro de 2022, Beverley assinou um contrato de 1 ano e US$ 13 milhões com os Timberwolves.
Depois de uma vitória no Play-in sobre o Los Angeles Clippers, Beverley foi notavelmente reconhecido por sua celebração enfática. Ele registrou sete pontos, onze rebotes e três assistências e os Timberwolves se classificaram para os playoffs pela primeira vez desde 2018 e enfrentaram o Memphis Grizzlies durante a primeira rodada. Em 23 de abril, Beverley registrou 17 pontos, cinco rebotes e dois bloqueios na vitória do Jogo 4 por 119–118. Os Timberwolves acabaram perdendo a série em seis jogos com Beverley tendo médias de 11 pontos e 4,8 assistências.

### Los Angeles Lakers (2022–2023)
Em 6 de julho de 2022, Beverley foi negociado, junto com Malik Beasley, Jarred Vanderbilt, Leandro Bolmaro, Walker Kessler e quatro futuras escolhas de primeira rodada, para o Utah Jazz em troca de Rudy Gobert.
Em 25 de agosto de 2022, Beverley foi negociado com o Los Angeles Lakers em troca de Stanley Johnson e Talen Horton-Tucker. Em 18 de outubro, Beverley fez sua estreia no Lakers, marcando três pontos na derrota por 123–109 para o Golden State Warriors. Em 24 de novembro, Beverley foi suspenso por três jogos depois de empurrar Deandre Ayton do Phoenix Suns.
Em 9 de fevereiro de 2023, Beverley foi negociado com o Orlando Magic em uma troca de quatro times que também envolveu o Los Angeles Clippers e o Denver Nuggets. Três dias depois, ele foi dispensado pelo Magic.

### Chicago Bulls (2023–2023)
Em 21 de fevereiro de 2023, Beverley assinou um contrato até o fim da temporada com o Chicago Bulls. Em sua estreia pelos Bulls, ele contribuiu com oito pontos, cinco rebotes e quatro assistências na vitória por 131–87 sobre o Brooklyn Nets.

### Philadelphia 76ers (2023–2024)
Em 9 de julho de 2023, Beverley assinou um contrato de 1 ano e US$3.2 milhões com o Philadelphia 76ers.
Em 1º de dezembro de 2023, Beverley igualou seu recorde de carreira com 26 pontos, além de oito rebotes, sete assistências e dois roubos de bola, em uma derrota por 125–116 para o Boston Celtics. Em 27 de janeiro de 2024, ele marcou 17 pontos e atingiu o recorde da temporada com 11 assistências em uma derrota por 111–105 para o Denver Nuggets.

### Milwaukee Bucks (2024)
Em 8 de fevereiro de 2024, Beverley foi trocado para o Milwaukee Bucks em troca de Cameron Payne e uma escolha de segunda rodada de 2027.
Em 2 de maio, durante uma derrota no Jogo 6 para o Indiana Pacers, Beverley jogou uma bola de basquete duas vezes em direção aos torcedores sentados atrás do banco dos Bucks durante uma aparente discussão. Na entrevista pós-jogo, Beverley se recusou a responder a uma pergunta da repórter da ESPN, Malinda Adams, devido ao fato de ela não ser assinante de seu podcast, o que gerou críticas a Beverley. Veículos de mídia relataram erroneamente que ele foi banido de futuras aparições como convidado na ESPN, mas a emissora esclareceu que Beverley não foi banido. Beverley posteriormente pediu desculpas a Adams em particular. A NBA suspendeu Beverley por 4 jogos.

## Estatísticas da carreira

### NBA

#### Temporada regular
| Ano      | Equipe       | PJ  | PT  | MPJ  | AP   | 3P   | LL   | RT  | AS  | BR  | TO | PPJ  |
| -------- | ------------ | --- | --- | ---- | ---- | ---- | ---- | --- | --- | --- | -- | ---- |
| 2012–13  | Houston      | 41  | 0   | 17.4 | .418 | .375 | .829 | 2.7 | 2.9 | .9  | .5 | 5.6  |
| 2013–14  | Houston      | 56  | 55  | 31.3 | .414 | .361 | .814 | 3.5 | 2.7 | 1.4 | .4 | 10.2 |
| 2014–15  | Houston      | 56  | 55  | 30.8 | .383 | .356 | .750 | 4.2 | 3.4 | 1.1 | .4 | 10.1 |
| 2015–16  | Houston      | 71  | 63  | 28.7 | .434 | .400 | .682 | 3.5 | 3.4 | 1.3 | .4 | 9.9  |
| 2016–17  | Houston      | 67  | 67  | 30.7 | .420 | .383 | .768 | 5.9 | 4.2 | 1.5 | .4 | 9.5  |
| 2017–18  | Clippers     | 11  | 11  | 30.4 | .403 | .400 | .824 | 4.1 | 2.9 | 1.7 | .5 | 12.2 |
| 2018–19  | Clippers     | 78  | 49  | 27.4 | .407 | .397 | .780 | 5.0 | 3.8 | .9  | .6 | 7.6  |
| 2019–20  | Clippers     | 51  | 50  | 26.3 | .431 | .388 | .660 | 5.2 | 3.6 | 1.1 | .5 | 7.9  |
| 2020–21  | Clippers     | 37  | 34  | 22.5 | .423 | .397 | .800 | 3.2 | 2.1 | .8  | .8 | 7.5  |
| 2021–22  | Timberwolves | 58  | 54  | 25.4 | .406 | .343 | .722 | 4.1 | 4.6 | 1.2 | .9 | 9.2  |
| 2022–23  | L.A. Lakers  | 45  | 45  | 26.9 | .402 | .348 | .780 | 3.1 | 2.6 | .9  | .6 | 6.4  |
| 2022–23  | Chicago      | 22  | 22  | 27.5 | .395 | .309 | .533 | 4.9 | 3.5 | 1.0 | .7 | 5.8  |
| 2023–24  | Philadelphia | 47  | 5   | 19.6 | .432 | .321 | .810 | 3.1 | 3.1 | .5  | .4 | 6.3  |
| 2023–24  | Milwaukee    | 26  | 8   | 20.9 | .391 | .361 | .852 | 3.6 | 2.6 | .7  | .5 | 6.0  |
| Carreira | Carreira     | 666 | 518 | 26.1 | .411 | .367 | .757 | 4.0 | 3.2 | 1.0 | .5 | 8.1  |

#### Play-In
| Ano      | Equipe    | PJ | PT | MPJ  | AP   | 3P   | LL   | RT   | AS  | BR  | TO  | PPJ |
| -------- | --------- | -- | -- | ---- | ---- | ---- | ---- | ---- | --- | --- | --- | --- |
| 2022     | Minnesota | 1  | 1  | 32.9 | .250 | .200 | .500 | 11.0 | 3.0 | 1.0 | 1.0 | 7.0 |
| 2023     | Chicago   | 2  | 2  | 26.2 | .111 | .143 | –    | 2.5  | 2.5 | .5  | .5  | 1.5 |
| Carreira | Carreira  | 3  | 3  | 29.5 | .180 | .171 | .500 | 6.7  | 2.7 | .7  | .7  | 4.2 |

#### Playoffs
| Ano      | Equipe       | PJ | PT | MPJ  | AP   | 3P   | LL    | RT  | AS  | BR  | TO  | PPJ  |
| -------- | ------------ | -- | -- | ---- | ---- | ---- | ----- | --- | --- | --- | --- | ---- |
| 2013     | Houston      | 6  | 5  | 33.3 | .431 | .333 | 1.000 | 5.5 | 2.8 | 1.2 | .7  | 11.8 |
| 2014     | Houston      | 6  | 6  | 33.7 | .380 | .318 | .700  | 4.2 | 1.8 | .5  | .3  | 8.7  |
| 2016     | Houston      | 5  | 5  | 25.8 | .270 | .214 | 1.000 | 4.4 | 2.2 | .4  | .4  | 5.8  |
| 2017     | Houston      | 11 | 11 | 29.5 | .413 | .404 | .786  | 5.5 | 4.2 | 1.5 | .2  | 11.1 |
| 2019     | Clippers     | 6  | 6  | 32.5 | .426 | .433 | .750  | 8.0 | 4.7 | 1.0 | 1.0 | 9.8  |
| 2020     | Clippers     | 8  | 8  | 20.8 | .513 | .364 | .500  | 4.1 | 2.4 | 1.0 | .4  | 6.3  |
| 2021     | Clippers     | 17 | 7  | 19.0 | .426 | .351 | .857  | 2.4 | 1.4 | .7  | .7  | 4.9  |
| 2022     | Timberwolves | 6  | 6  | 32.3 | .429 | .346 | .682  | 3.2 | 4.8 | 1.2 | 1.3 | 11.0 |
| 2024     | Milwaukee    | 6  | 6  | 34.9 | .410 | .364 | .867  | 3.3 | 5.5 | 1.0 | .7  | 8.2  |
| Carreira | Carreira     | 71 | 60 | 29.0 | .410 | .347 | .793  | 4.5 | 3.3 | .9  | .6  | 8.6  |

### Universitário
| Ano      | Equipe   | PJ | PT | MPJ  | AP   | 3P   | LL   | RT  | AS  | BR  | TO | PPJ  |
| -------- | -------- | -- | -- | ---- | ---- | ---- | ---- | --- | --- | --- | -- | ---- |
| 2006–07  | Arkansas | 35 | 34 | 34.4 | .427 | .386 | .812 | 4.5 | 3.1 | 1.7 | .4 | 13.9 |
| 2007–08  | Arkansas | 35 | 33 | 33.8 | .412 | .378 | .644 | 6.6 | 2.4 | 1.3 | .5 | 12.1 |
| Carreira | Carreira | 70 | 67 | 34.0 | .419 | .382 | .728 | 5.5 | 2.7 | 1.5 | .4 | 13.0 |

Fonte:

## Prêmios e Homenagens
NBA
- NBA Hustle Award: 2017
- NBA All-Defensive Team:
  - Primeiro Time: 2017
  - Segundo Time: 2014 e 2020

## Vida pessoal
Beverley tem um filho e uma filha. Em 7 de maio de 2017, o avô de Beverley morreu horas antes do Jogo 4 das semifinais da Conferência Oeste contra o San Antonio Spurs.
Em 2007, Beverley apareceu no documentário Hoop Reality, a sequência não oficial de Hoop Dreams de 1994.

Em 2022, Beverley iniciou o The Pat Bev Podcast com o co-apresentador Rone (Adam Ferrone), que faz parte da rede Barstool Sports.